# St-Fiacre (Le Faouët)

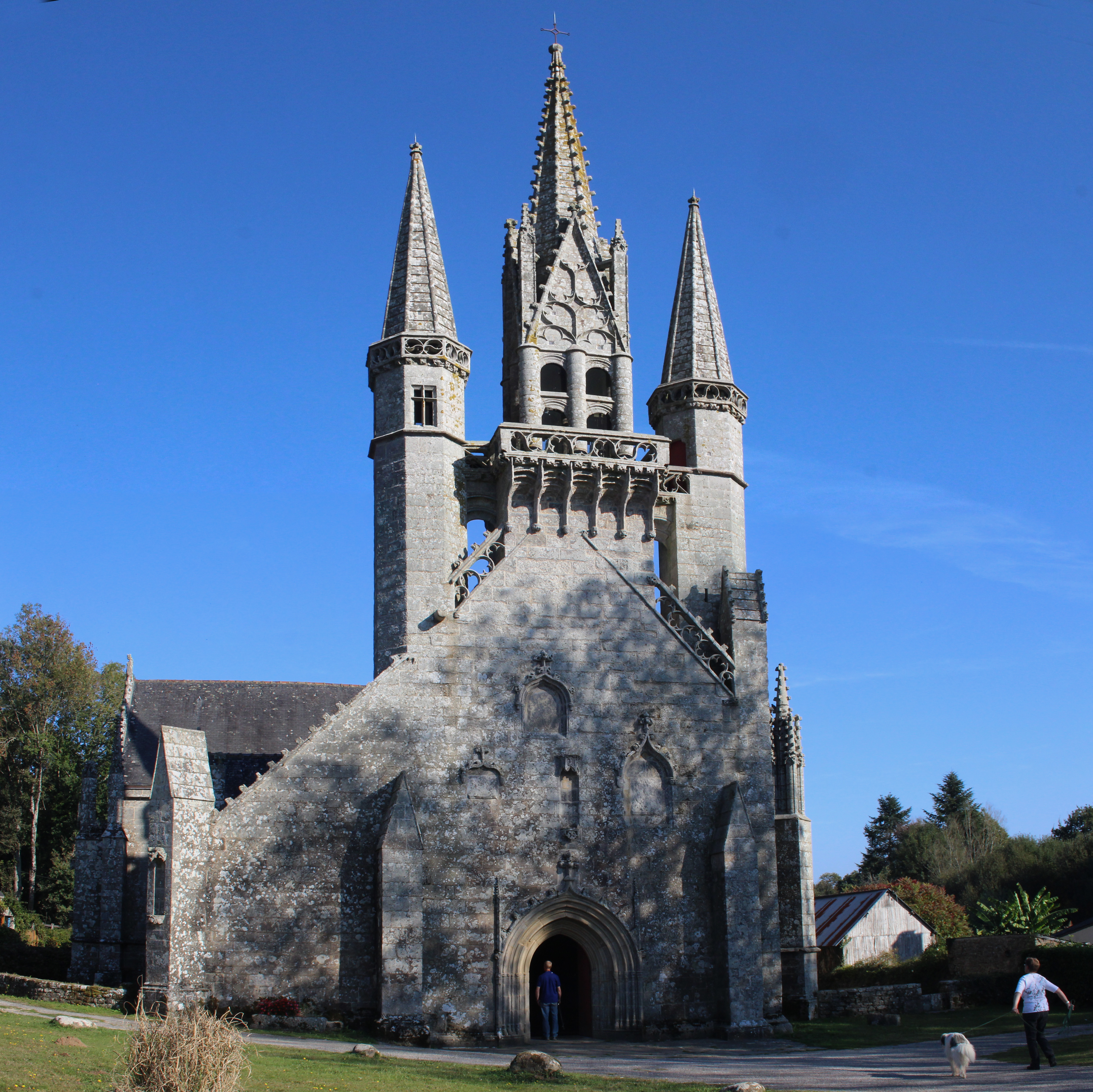
Kapelle Saint-Fiacre

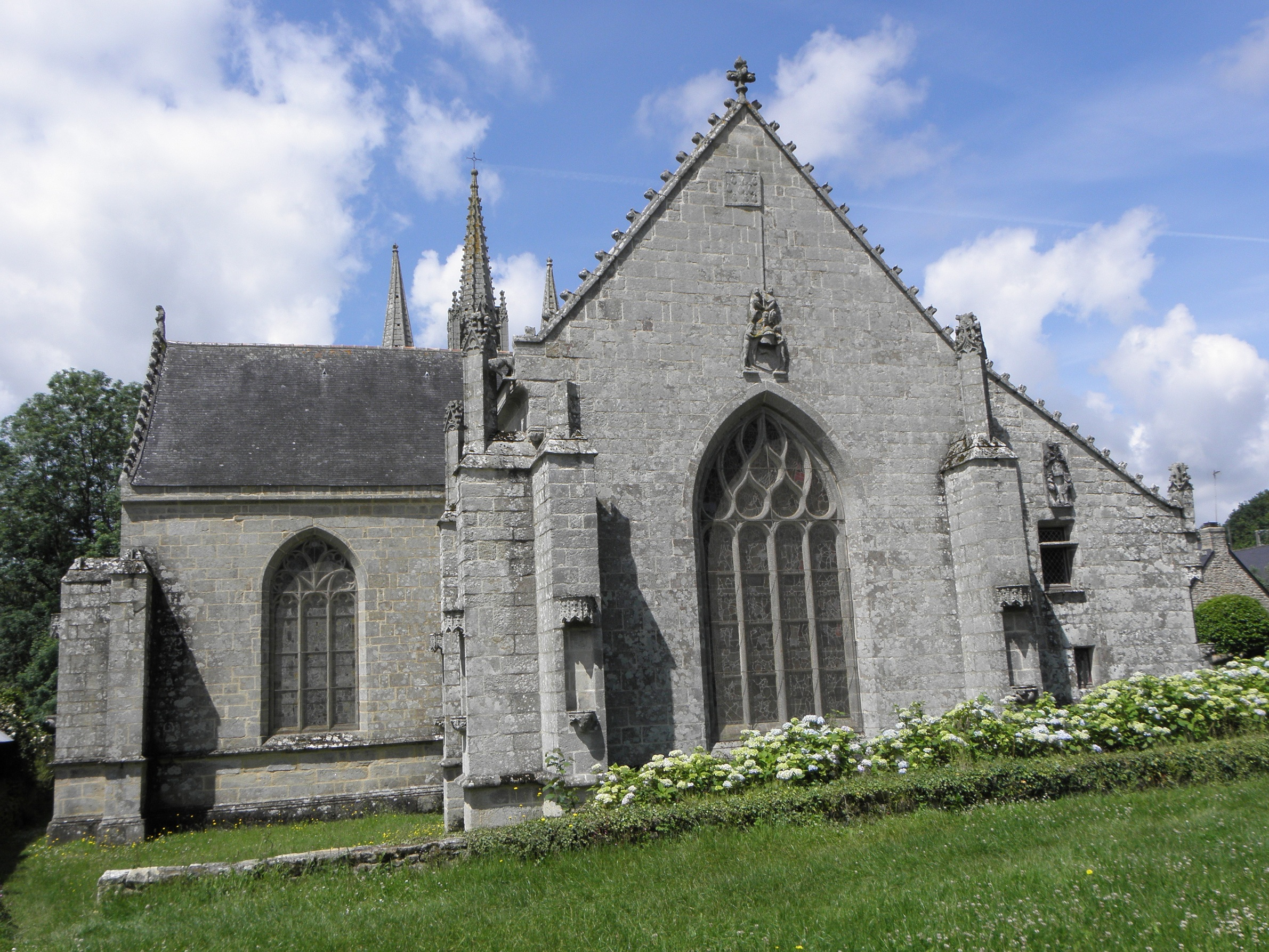
Chor und südliches Querhaus

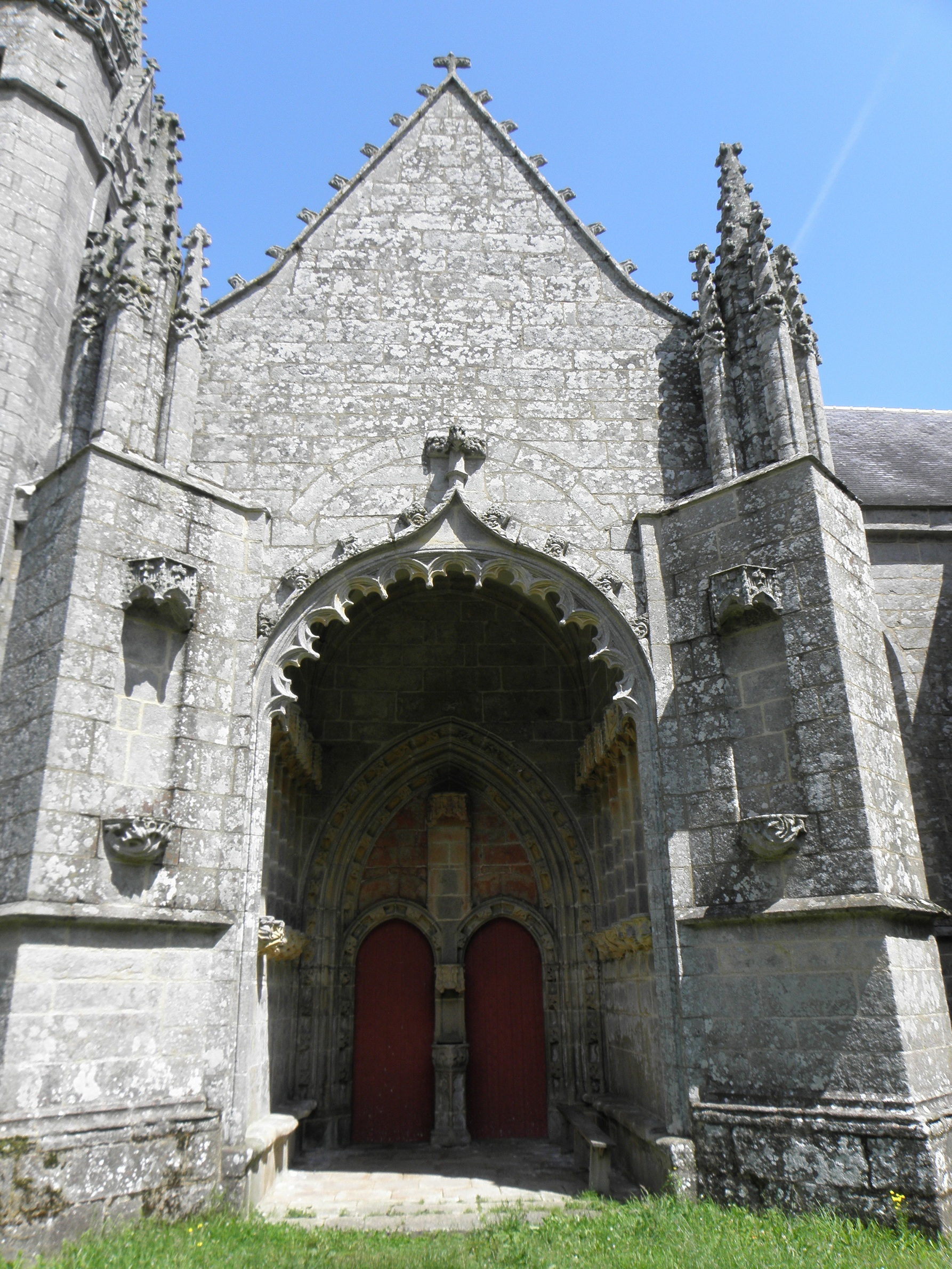
Südliche Vorhalle

Die römisch-katholische Kapelle Saint-Fiacre in Le Faouët, einer Gemeinde im Département Morbihan in der französischen Region Bretagne, wurde in der zweiten Hälfte des 15. Jahrhunderts im Stil der Flamboyantgotik errichtet. Die Kirche liegt etwa zweieinhalb Kilometer vom Ortskern entfernt. Sie ist dem Patrozinium des heiligen Fiacrius unterstellt, einem aus Irland stammenden Einsiedler, der im 7. Jahrhundert nach Frankreich kam und sich in der Brie, in der Nähe von Meaux, niederließ. In der Kirche ist neben einer reichen Ausstattung an Skulpturen und Bleiglasfenstern aus dem 15. und 16. Jahrhundert ein holzgeschnitzter Lettner aus dem späten 15. Jahrhundert erhalten. Im Jahr 1889 wurde die Kapelle als Monument historique in die Liste der Baudenkmäler (Base Mérimée) in Frankreich aufgenommen.

## Geschichte
An der Stelle der heutigen Kapelle gab es ein Pilgerhospital oder eine Pilgerherberge, die im Jahr 1436 errichtet wurde, wie eine Inschrift auf einem beim Bau eines Hauses wiederverwendeten Stein belegt. Aus einer Inschrift auf dem Lettner geht hervor, dass er im Jahr 1480 geschaffen wurde. Der Bau der Kapelle wird in die Jahre 1450 bis 1480/90 datiert.

## Architektur

### Außenbau
Über der Westfassade erhebt sich der quadratische Glockenturm, der von zwei kleineren, oktogonalen Türmen flankiert wird, mit denen er über Brücken verbunden ist. In den südlichen Turm ist eine Wendeltreppe eingebaut, die den Zugang zum Glockenturm ermöglicht. Zwei nur bis zur halben Höhe der Fassade reichende Strebepfeiler rahmen das Westportal, das von leicht zugespitzten Archivolten und schlanken, eingestellten Säulen umgeben wird.
Die Ostseite des Chors wird von einem großen, vierbahnigen Maßwerkfenster durchbrochen und von einem Dreiecksgiebel bekrönt. Das Relief über dem Fenster stellt das Wappen der bretonischen Herzöge und ihr Banner mit Hermelinschwänzchen dar.
An der Südseite des Langhauses ist eine Vorhalle angebaut, deren äußeres Portal von Dreipassbögen gerahmt und von einem mit Krabben besetzten Kielbogen mit einer Kreuzblume überfangen wird. Die im Inneren der Vorhalle für die Apostelfiguren vorgesehenen, allerdings nicht besetzten Nischen sind mit skulptierten Sockeln und Baldachinen versehen. Die spitzbogigen Archivolten des inneren Portals sind mit Krabben verziert, sie rahmen ein schmuckloses Tympanon mit einer ebenfalls leeren Figurennische. In der Mitte des Portals öffnen sich zwei Türen zum Innenraum.

### Innenraum
Die Kapelle besteht aus einem Hauptschiff, an das sich im Norden ein Seitenschiff anschließt, einem Querhaus und einem gerade geschlossenen Chor, der die Verlängerung des Hauptschiffs bildet. Der gesamte Innenraum wird von Holzdecken überspannt, die auf Balken aufliegen, an deren Enden Mäuler von Ungeheuern, Figuren und Fratzen geschnitzt sind. In den Wänden sind mehrere, von Kielbögen mit Kreuzblumen gerahmte Piscinen eingeschnitten.

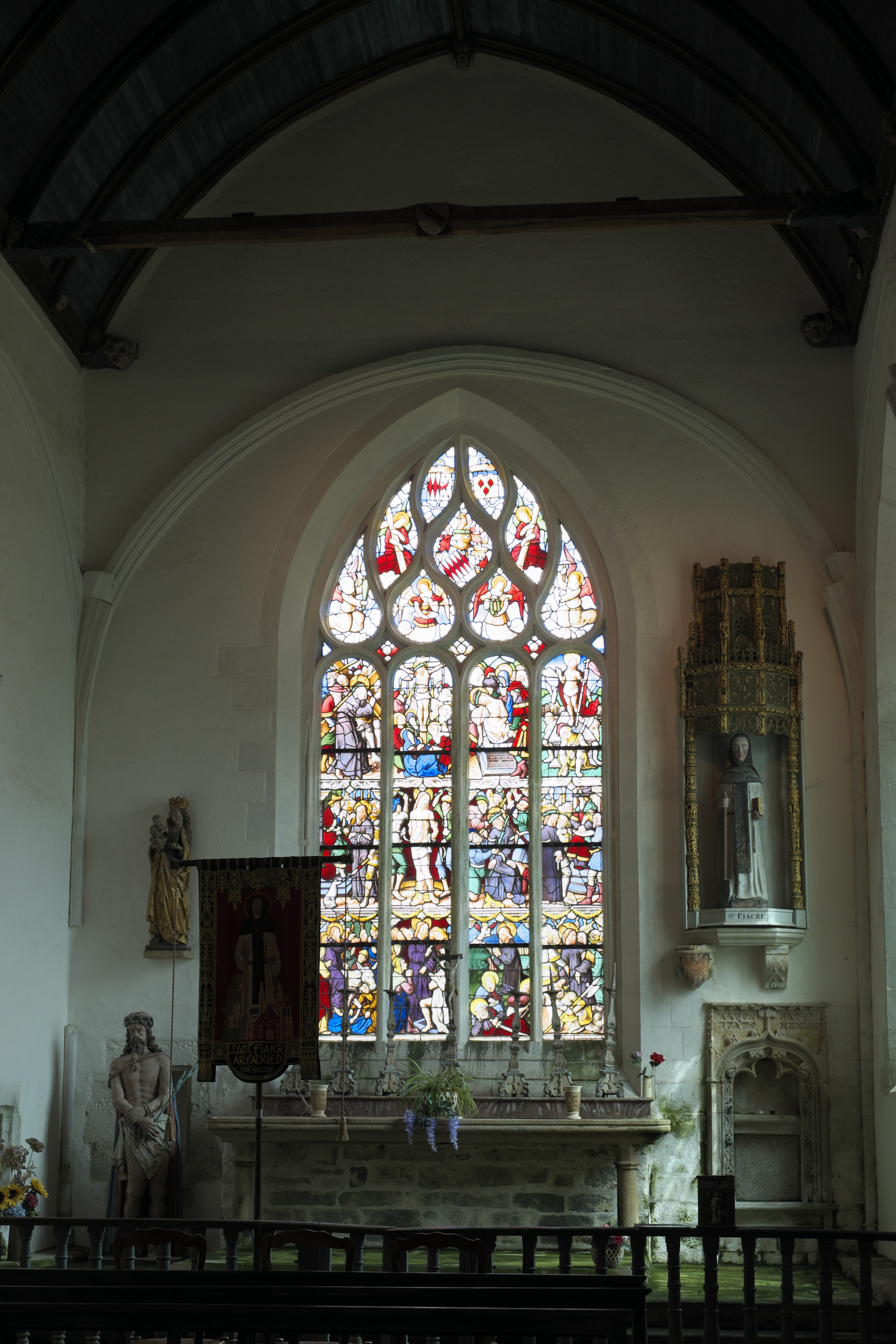
Chor
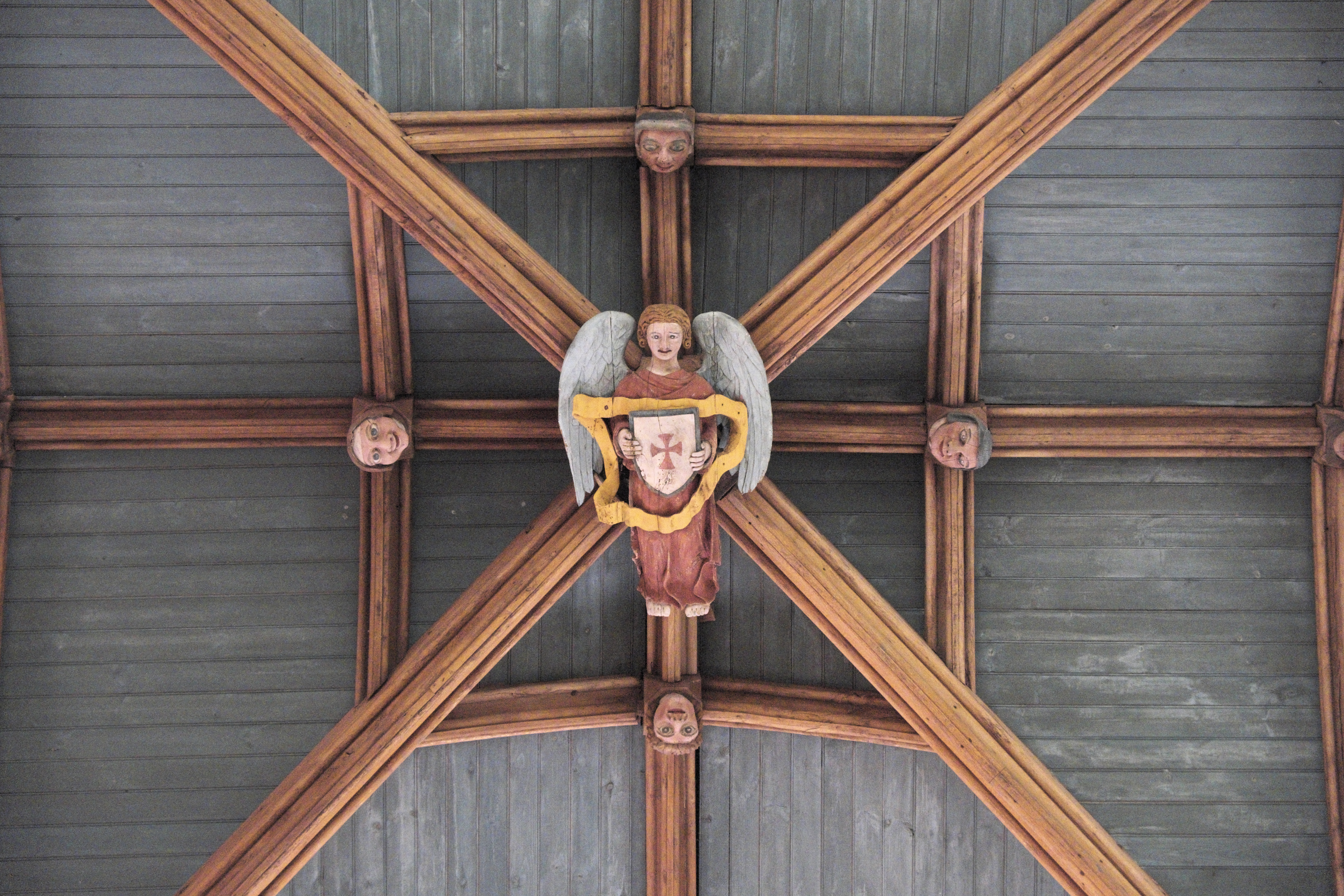
Holzdecke mit geschnitztem Schlussstein
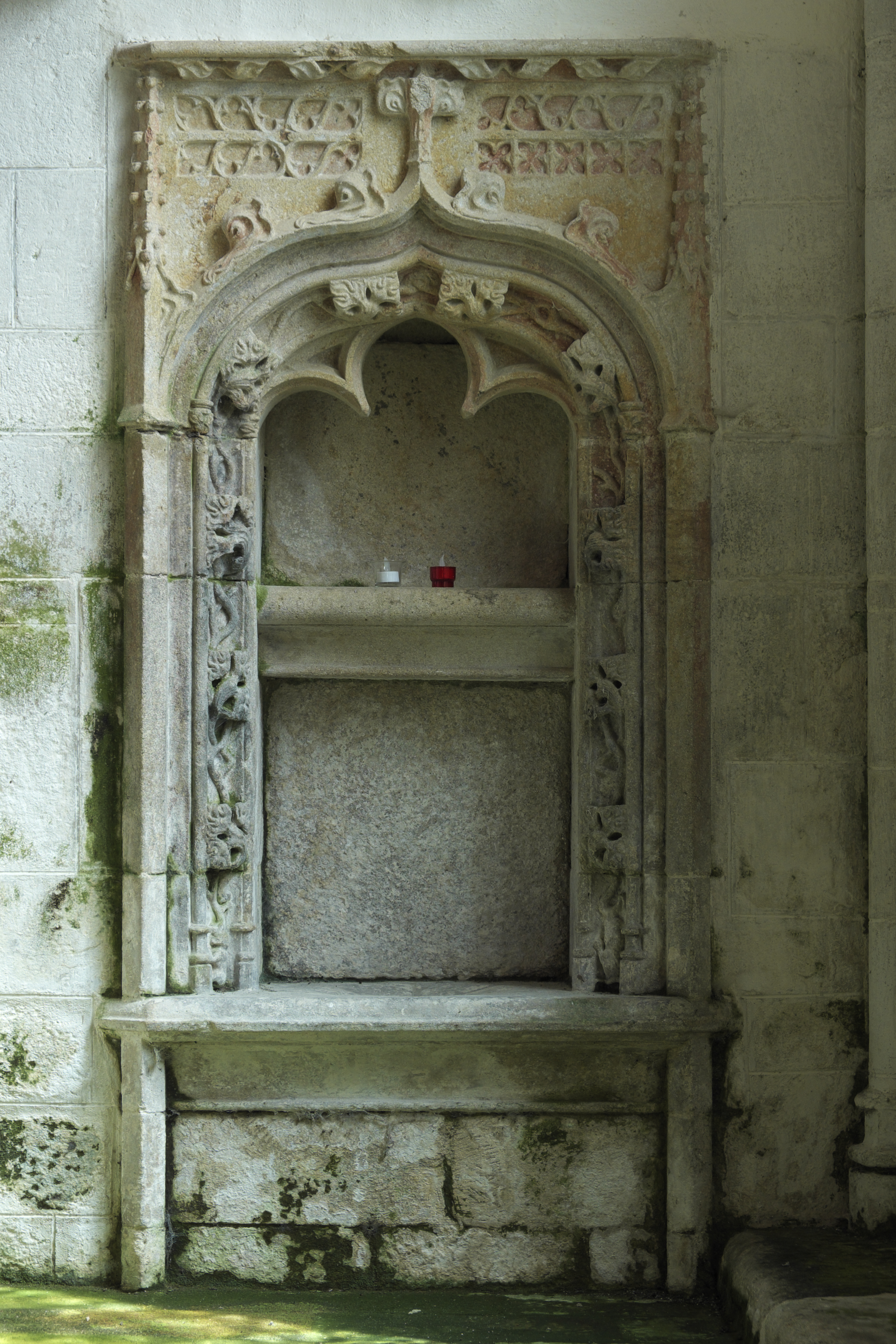
Piscina
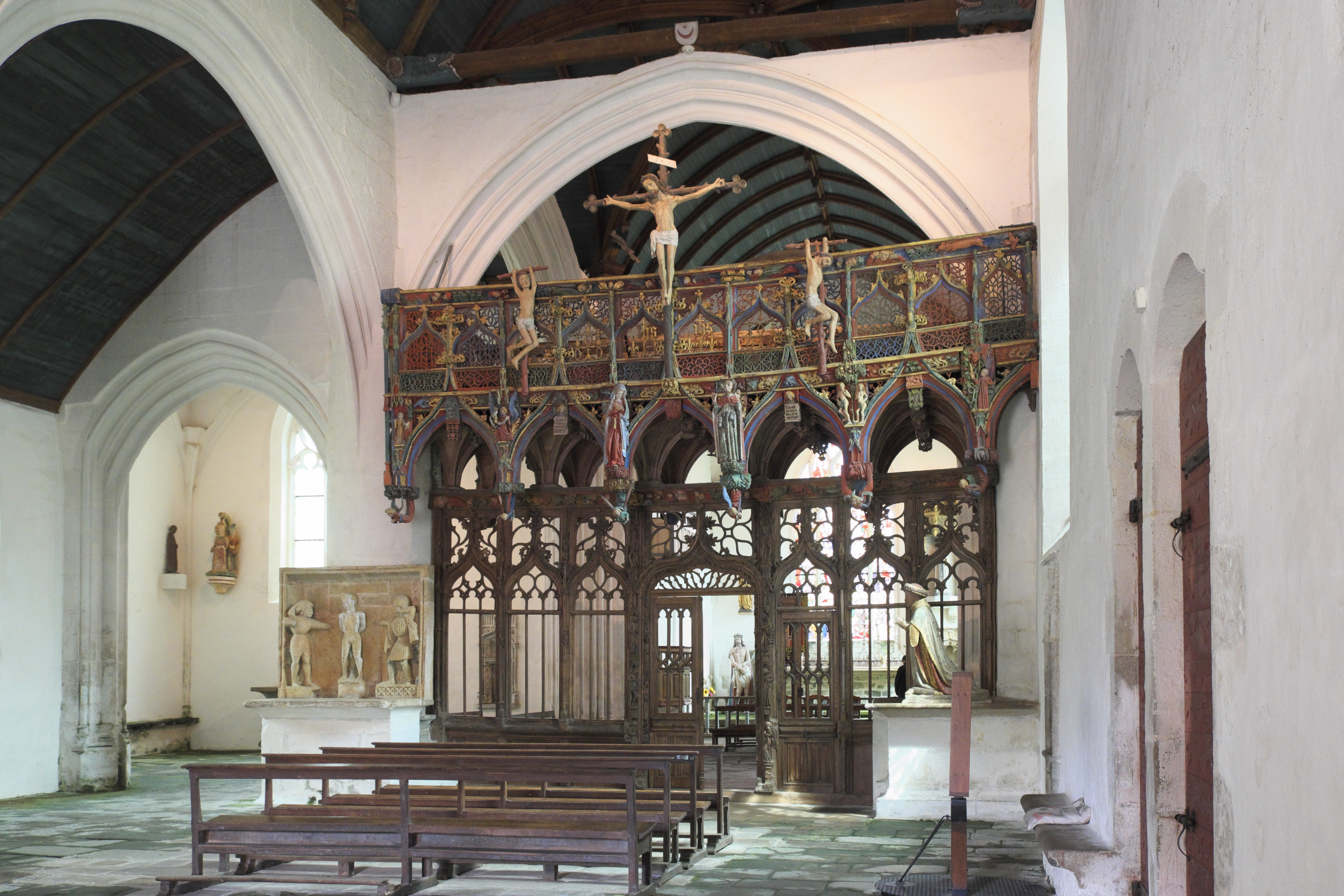
Innenraum, Lettner

## Bleiglasfenster
In der Kirche sind fünf Bleiglasfenster aus der Renaissance erhalten.
- Das zentrale Chorfenster (Fenster 0) mit Szenen der Passion und der Auferweckung des Lazarus stammt aus der Mitte des 16. Jahrhunderts.
- Das Fenster mit Szenen aus dem Leben des Johannes des Täufers (Fenster 3) stammt ebenfalls aus der Mitte des 16. Jahrhunderts.
- Das Wurzel-Jesse-Fenster (Fenster 4) enthält Scheiben aus dem dritten Viertel des 15. Jahrhunderts und der Mitte des 16. Jahrhunderts.
- Das Fenster mit Szenen aus dem Leben des heiligen Fiacrius (Fenster 6) weist in einer Inschrift die Jahreszahl 1552 auf.
- Das Fenster der Heiligen Sippe (Fenster 7) ist mit den Jahreszahlen 1550, dem Jahr der Ausführung des Fensters, und 1912, dem Jahr der Restaurierung, bezeichnet.

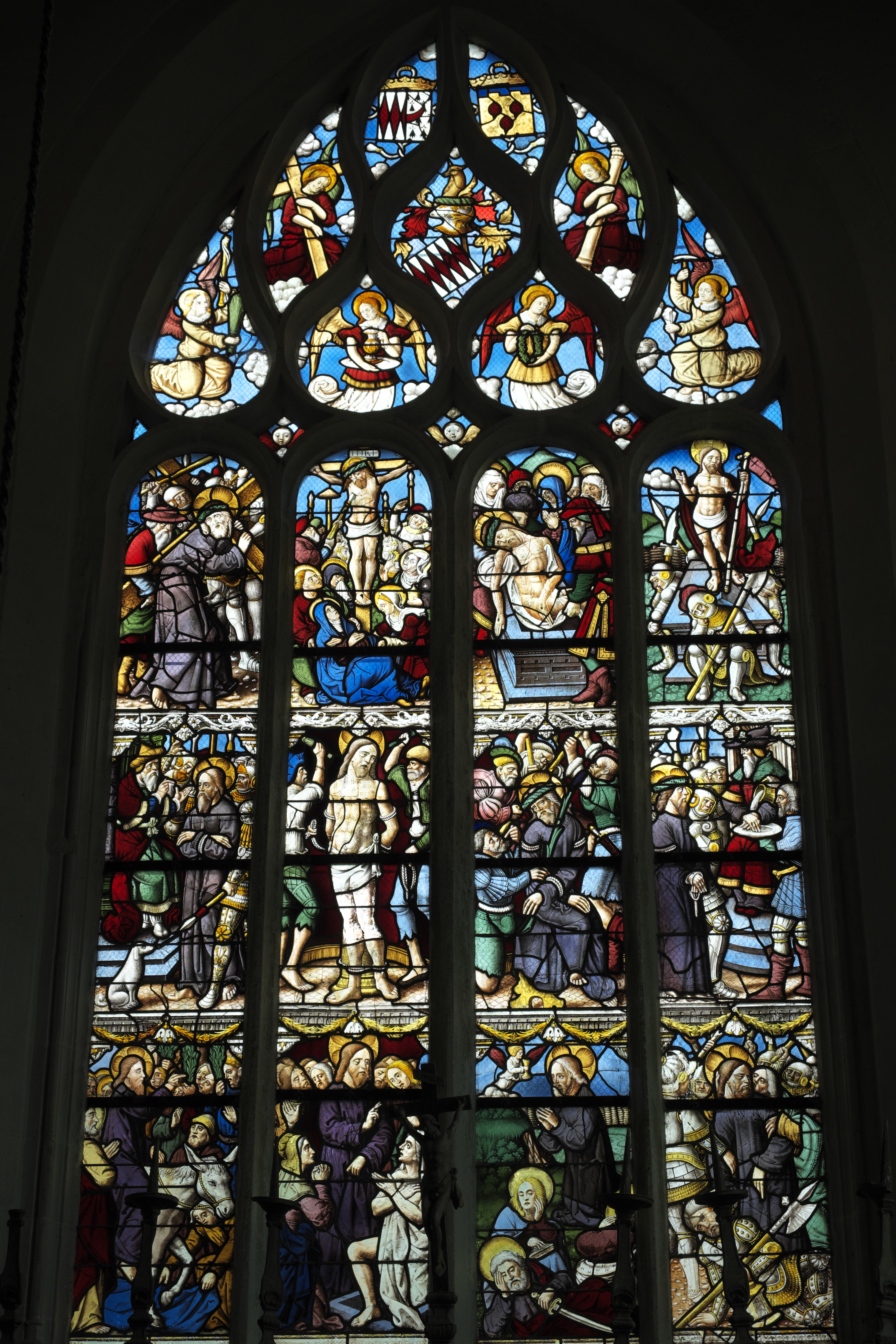
Passionsfenster
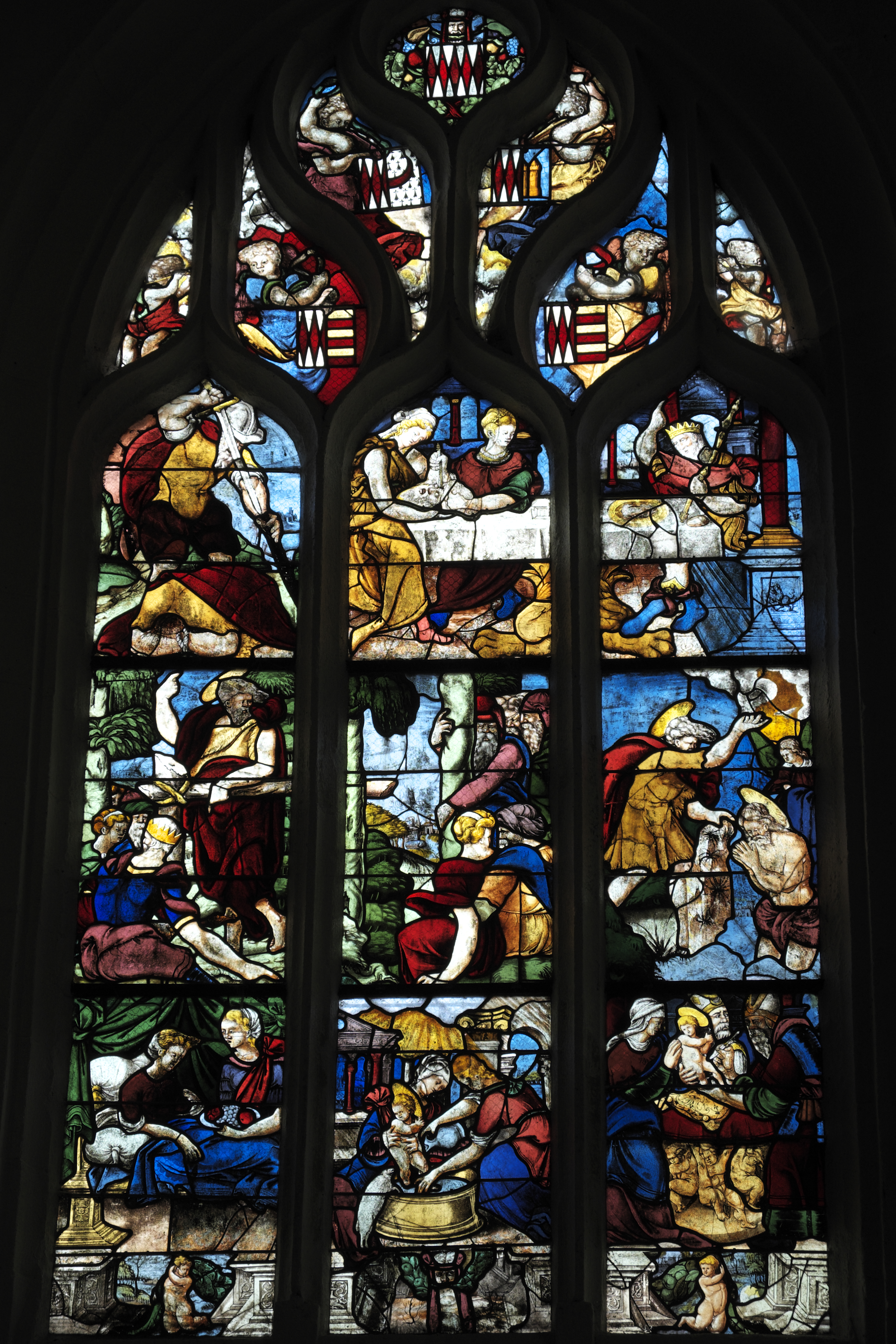
Fenster mit Szenen aus dem Leben des Johannes des Täufers
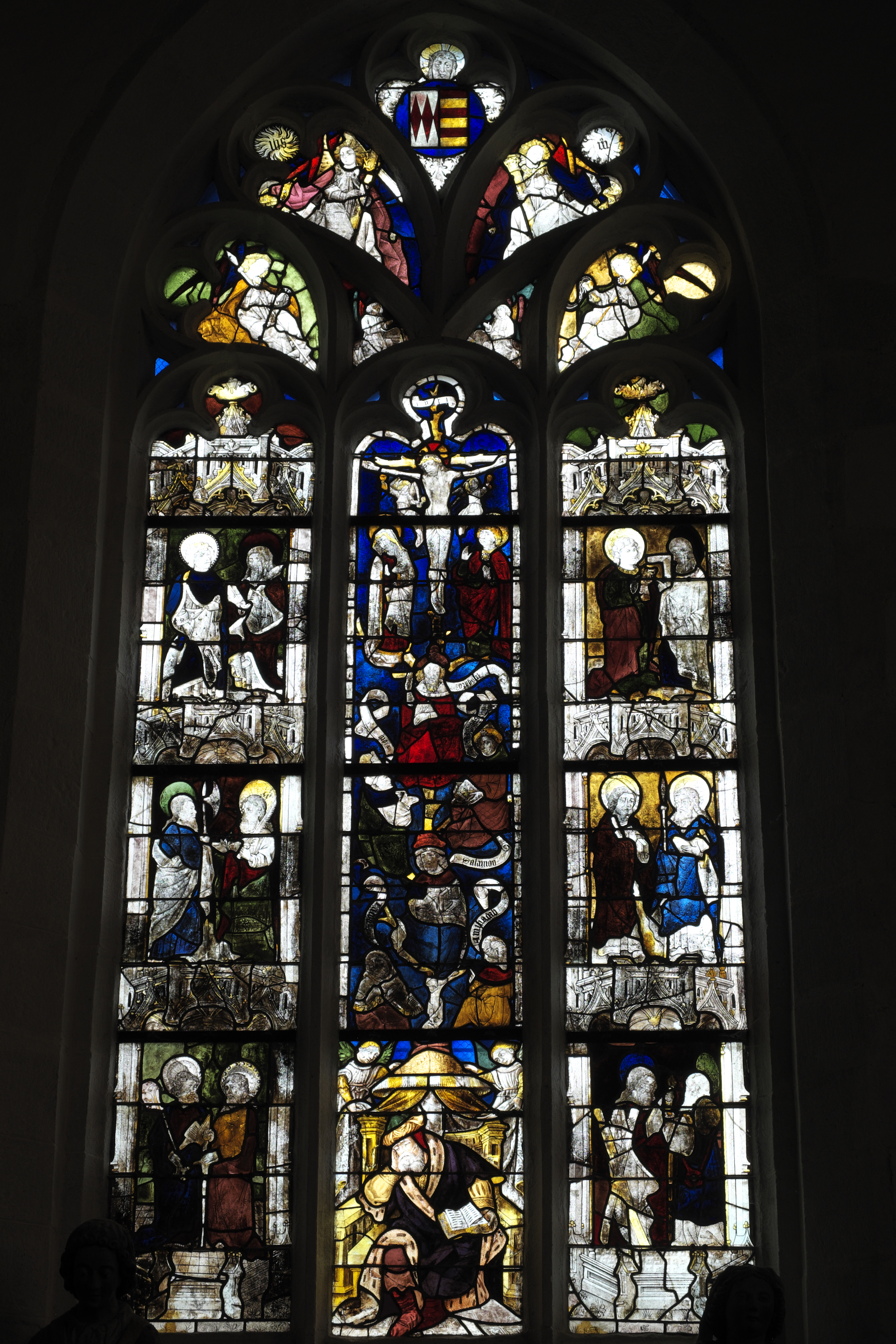
Wurzel-Jesse-Fenster
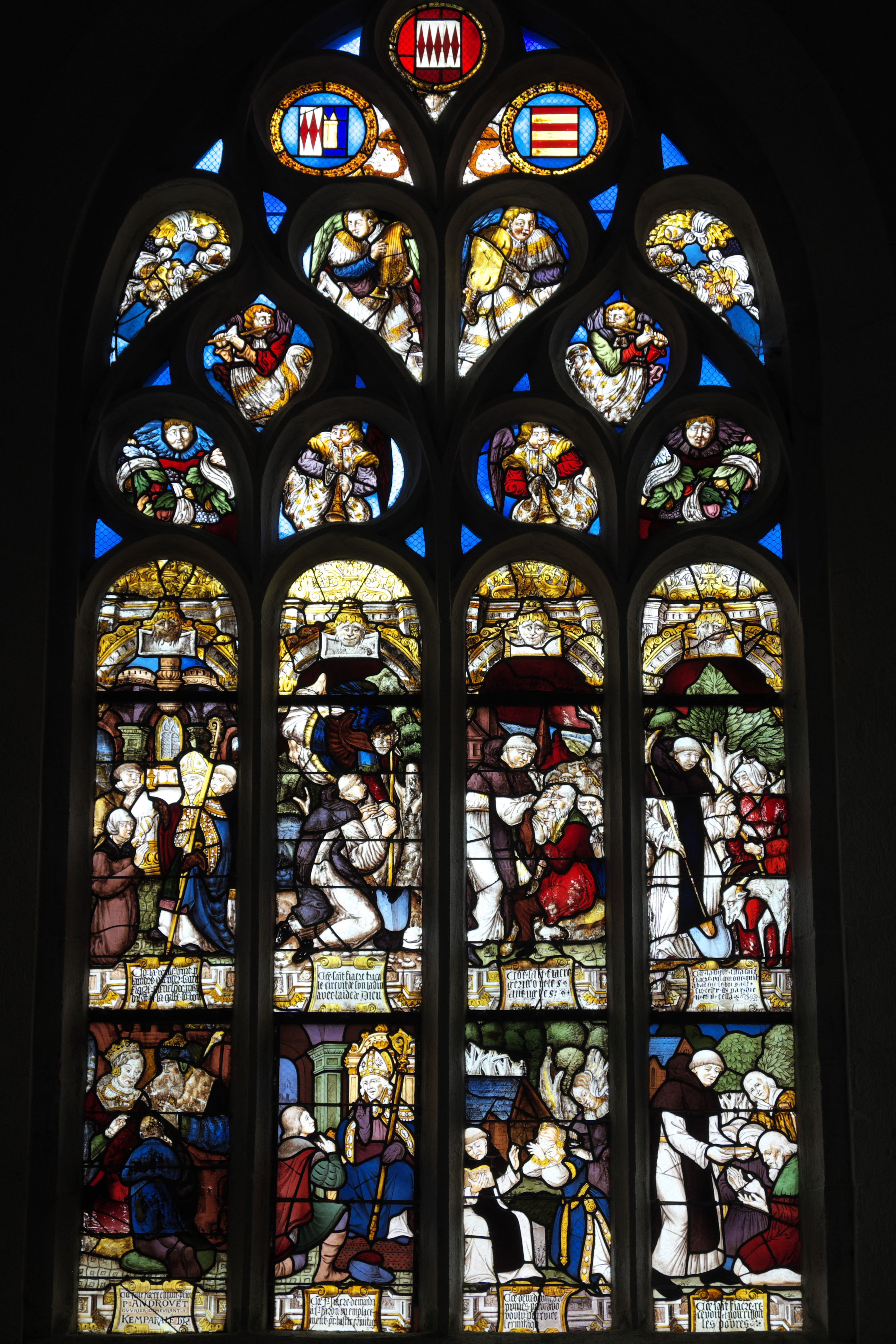
Fenster mit Szenen aus dem Leben des heiligen Fiacrius
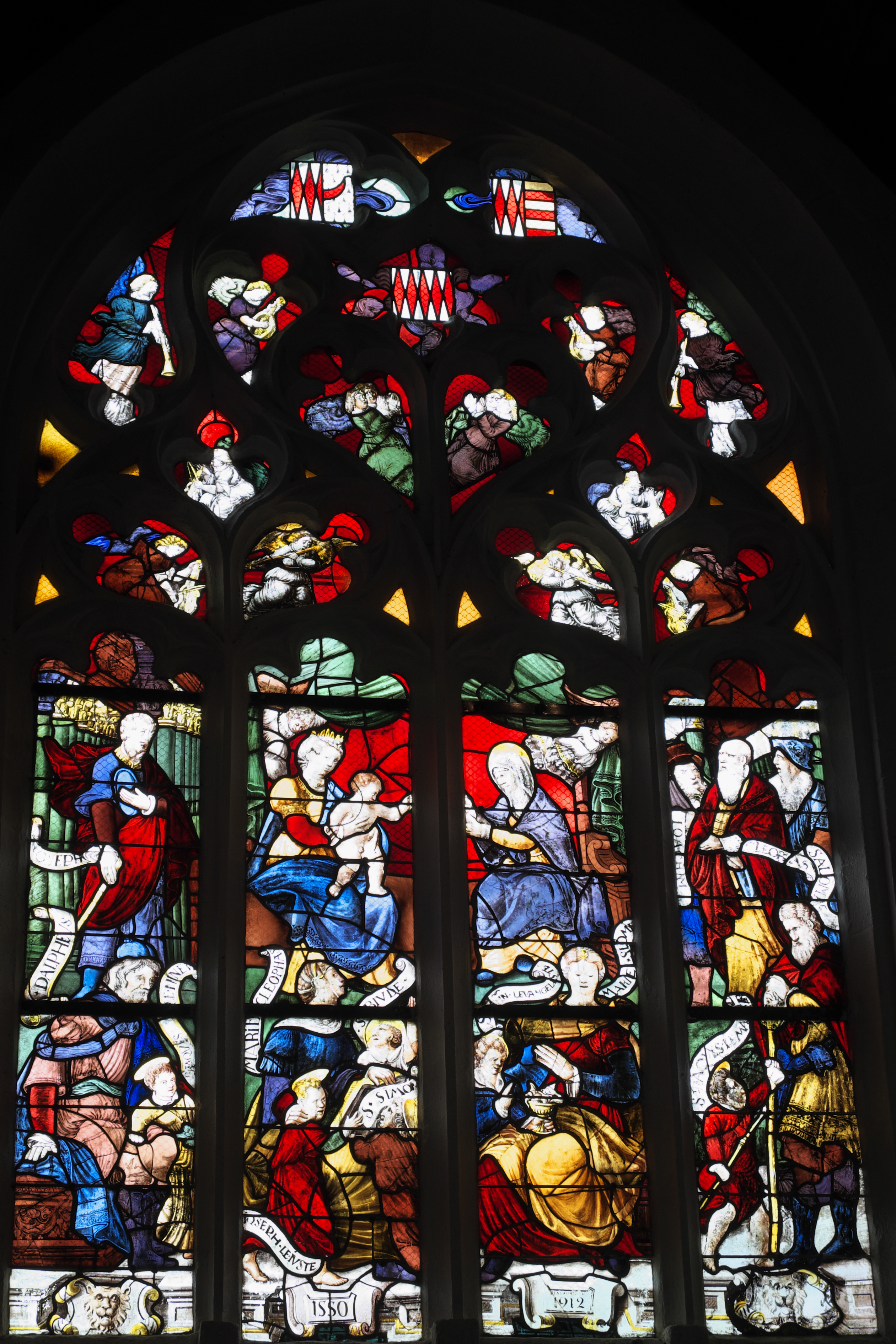
Fenster der Heiligen Sippe

## Ausstattung

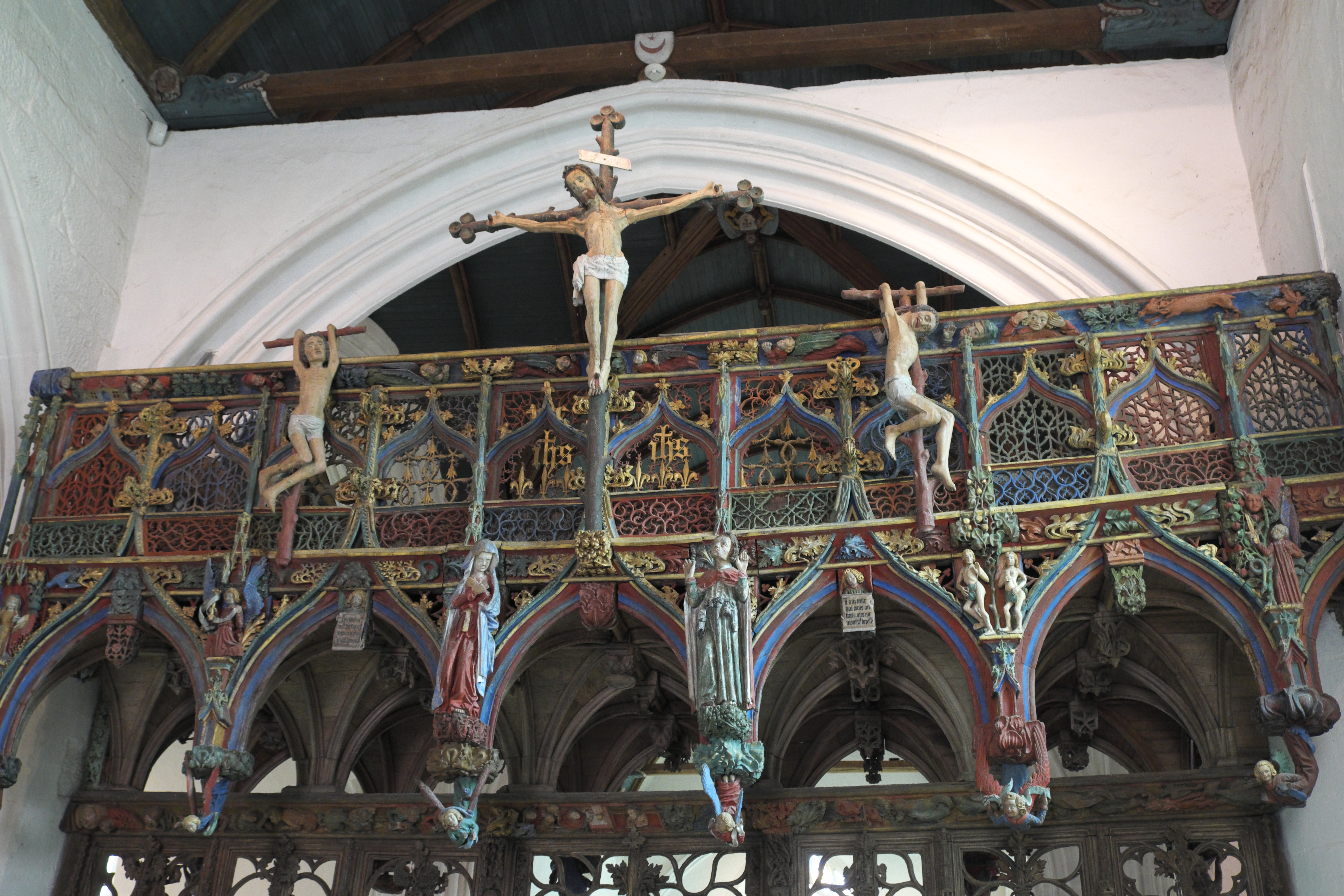
Lettner

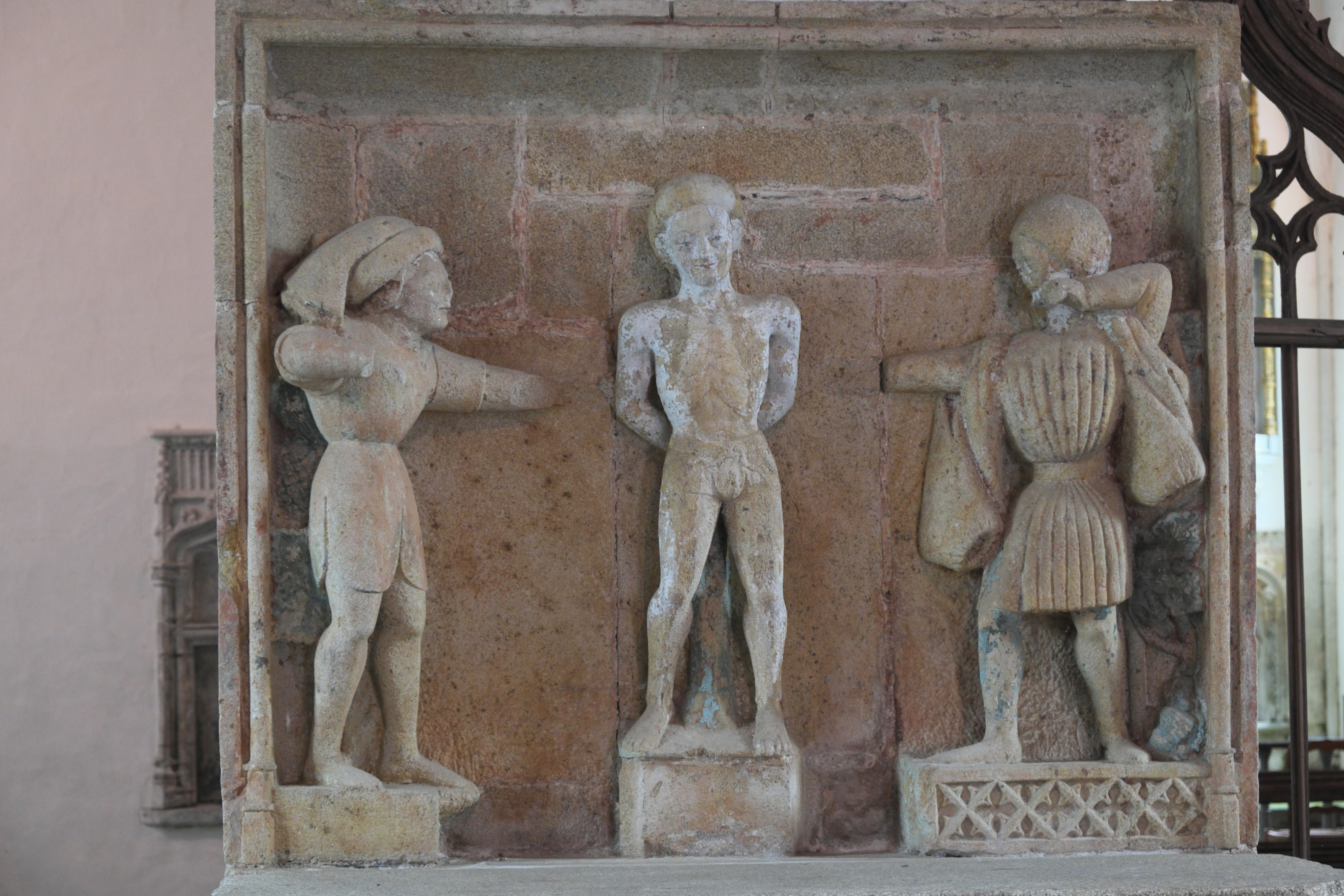
Martyrium des heiligen Sebastian

- Bedeutendstes Ausstattungsstück der Kapelle ist der holzgeschnitzte Lettner, der in den Jahren 1480 bis 1492 von Olivier le Loergan (oder Loernagan) geschaffen wurde.[3][4]
- Die bemalte hölzerne Empore[5] stammt wie die Kanzel[6] aus dem 17. Jahrhundert.
- Das in Stein gemeißelte Relief des Martyriums des heiligen Sebastian wurde im 15. Jahrhundert geschaffen.[7] Auf dem Relief sind noch Reste der Farbfassung vorhanden.
- Die kniende Figur des bretonischen Herzogs Johann VI. (in Frankreich Johann V. genannt) aus der ersten Hälfte des 15. Jahrhunderts gehört zu den ältesten Objekten der Kapelle.[8]
- Die Schnitzfigur des heiligen Ivo Hélory wird ebenfalls ins 15. Jahrhundert datiert.[9]
- Die Figurengruppe mit der Darstellung des Martyriums der heiligen Apollonia stammt aus dem späten 15. Jahrhundert.[10]
- Die holzgeschnitzte, teilweise vergoldete Figur der Madonna mit Kind[11] ist eine Arbeit aus dem 16. Jahrhundert.
- Die farbig gefasste Schnitzfigur des heiligen Fiacrius, des Kirchenpatrons, wird ebenfalls ins 16. Jahrhundert datiert. Sie steht in einer Nische unter einem kostbaren Baldachin.[12]
- Die farbig gefasste Granitfigur des heiligen Antonius[13] stammt wie der farbig gefasste Granittorso des Schmerzensmannes[14] ebenfalls aus dem 16. Jahrhundert.
- Die Figur eines Diakons aus dem 16./17. Jahrhundert stellt vermutlich den heiligen Laurentius dar.[15]
- Eine weitere Schnitzfigur aus dem 16./17. Jahrhundert stellt vielleicht den heiligen Augustinus dar.[16]

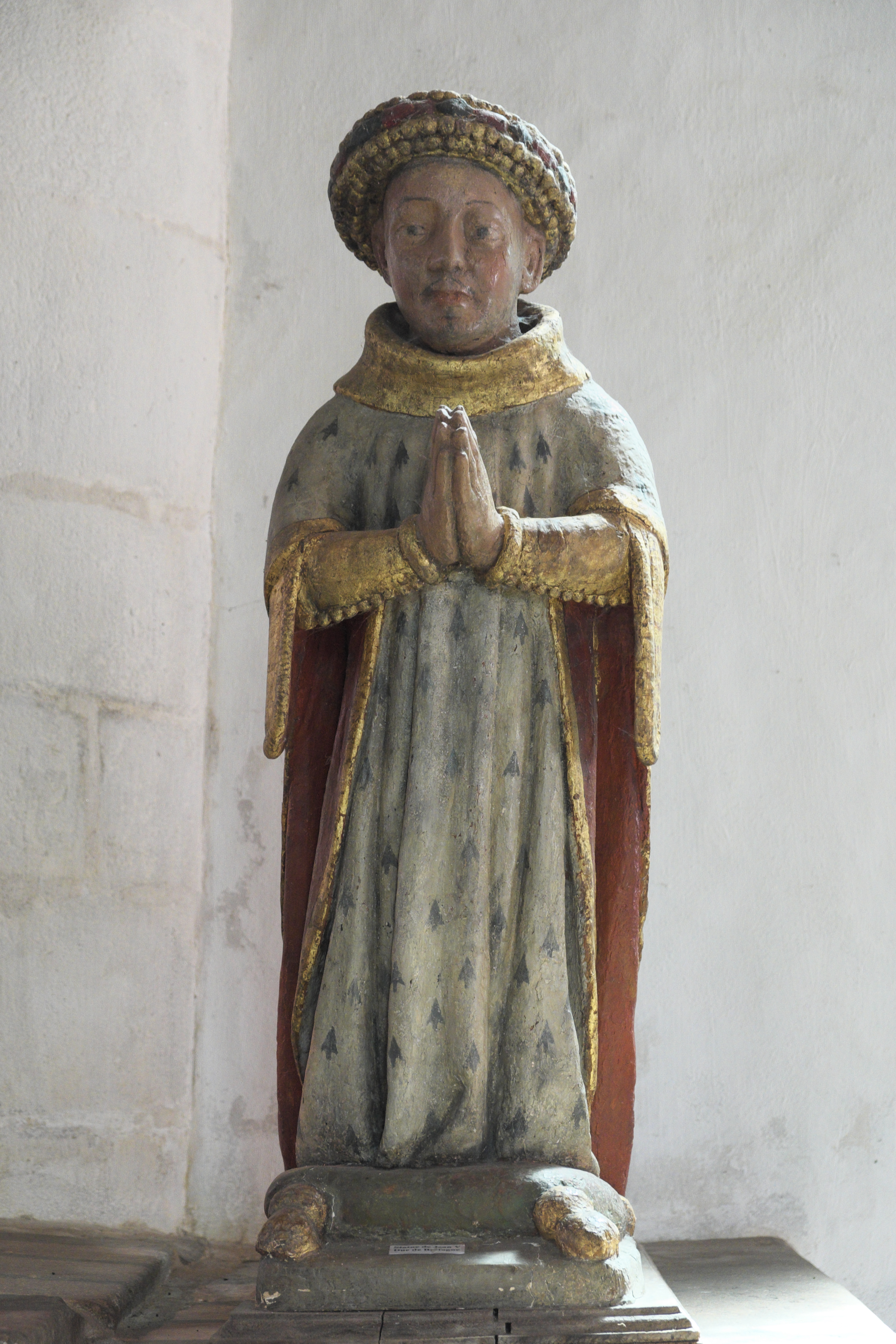
Herzog Johann VI.
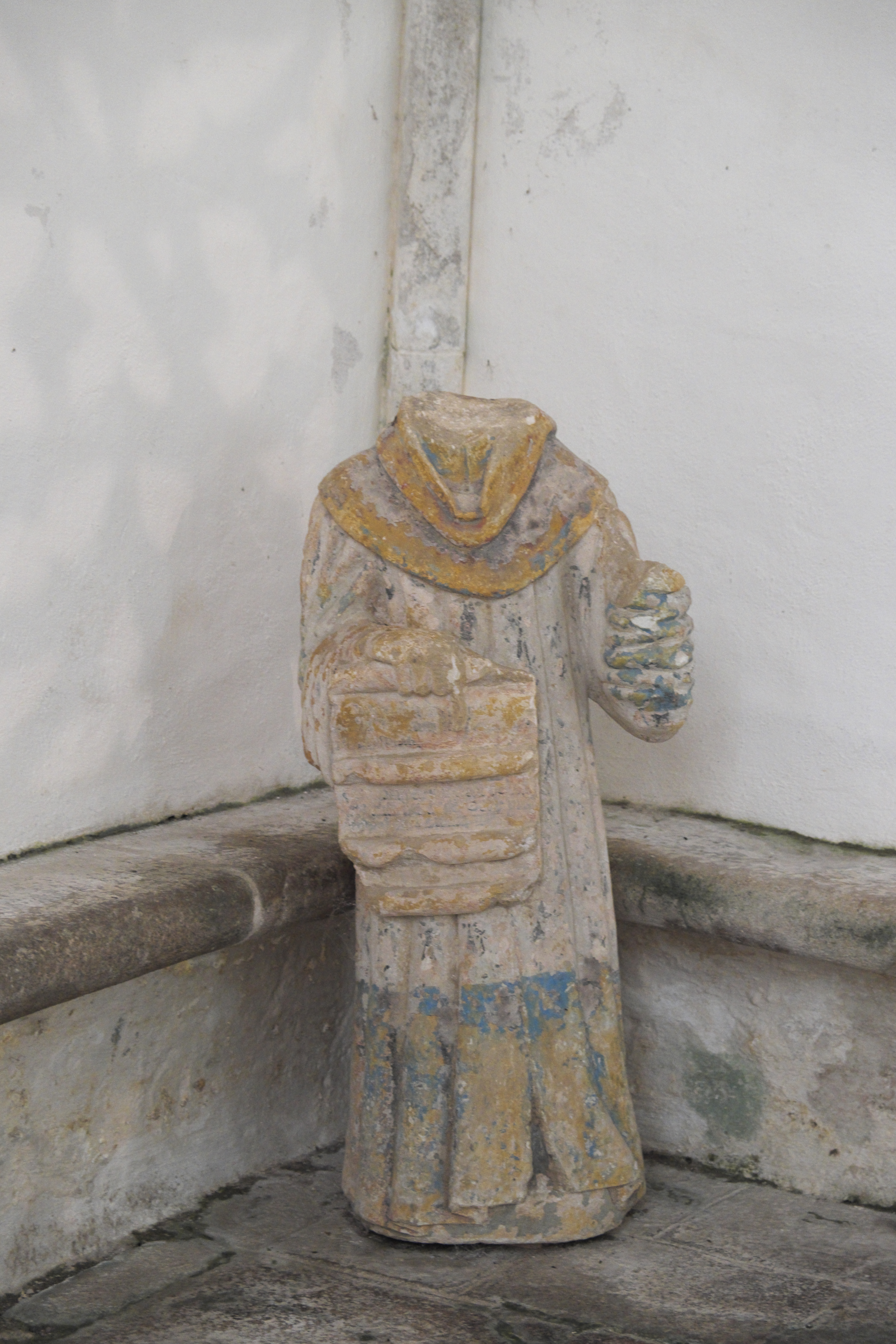
Heiliger Ivo Hélory
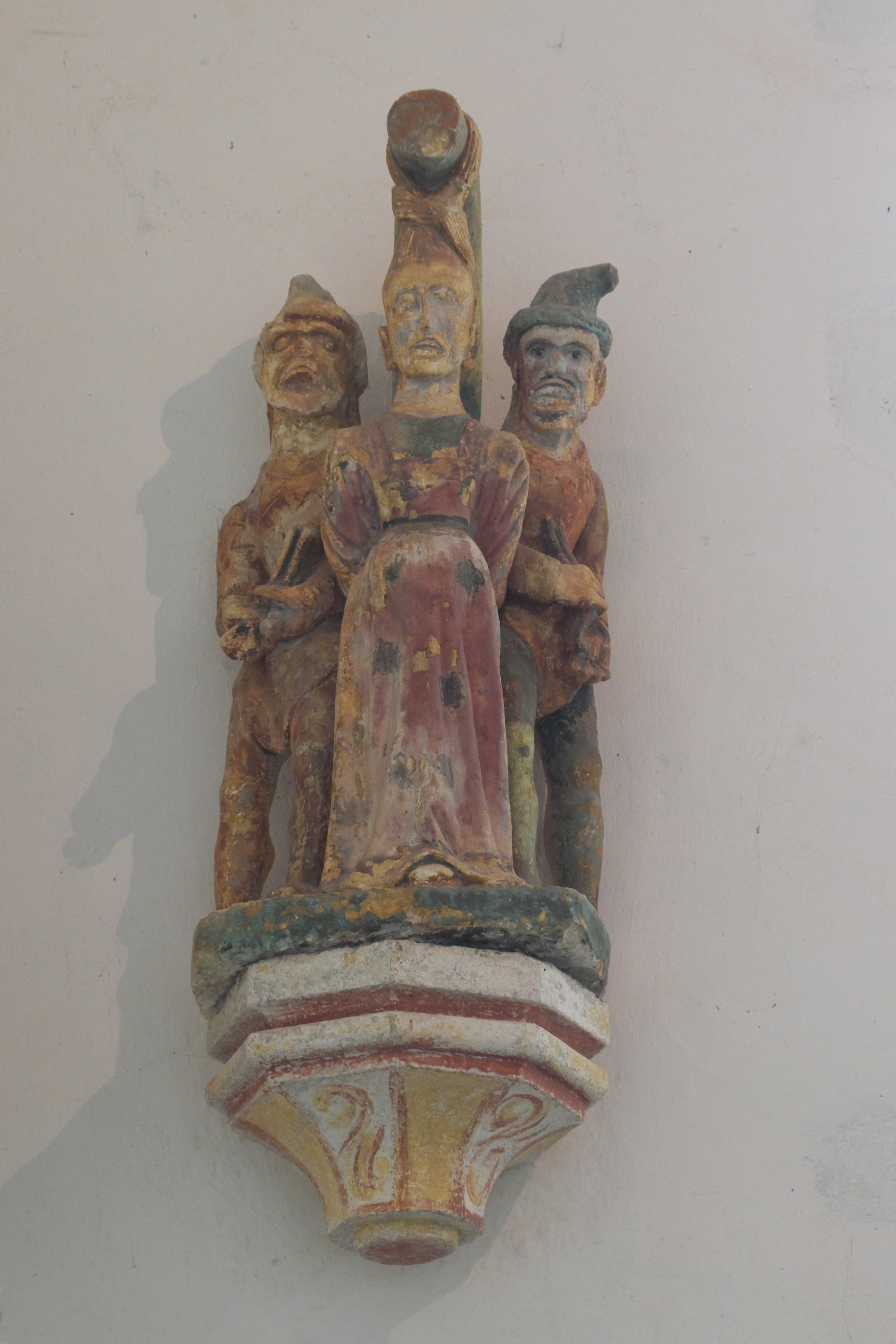
Martyrium der heiligen Apollonia
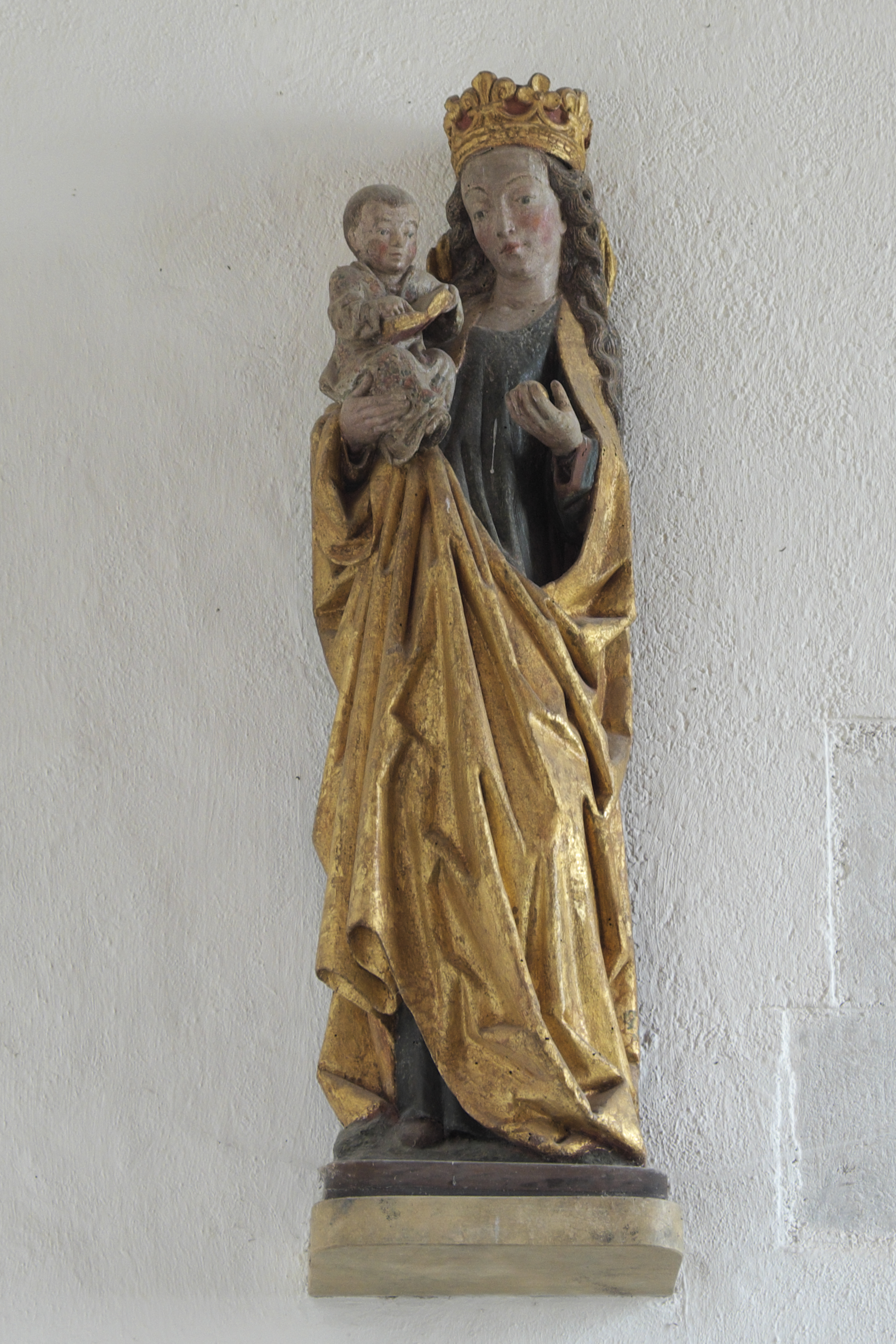
Madonna mit Kind
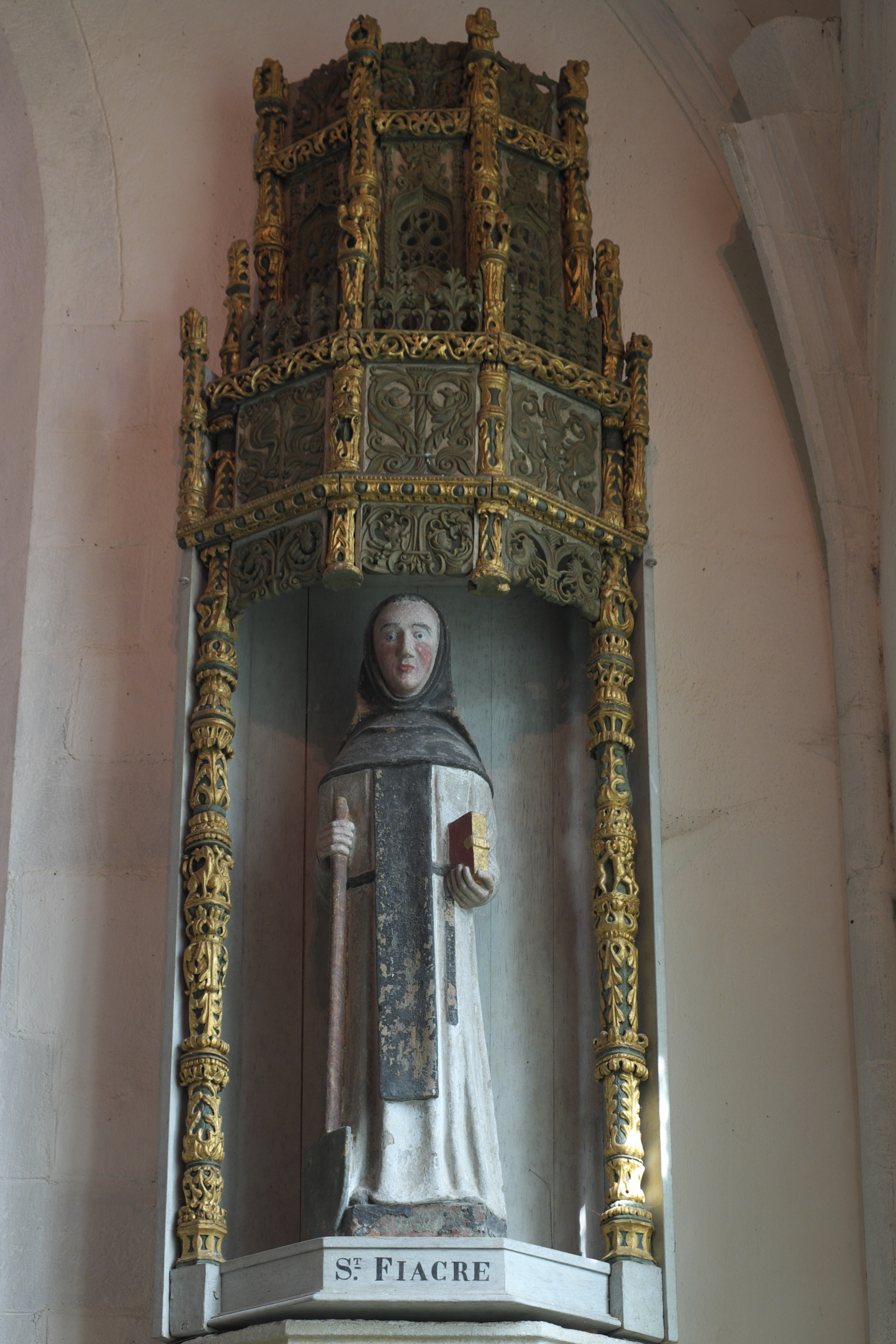
Heiliger Fiacrius
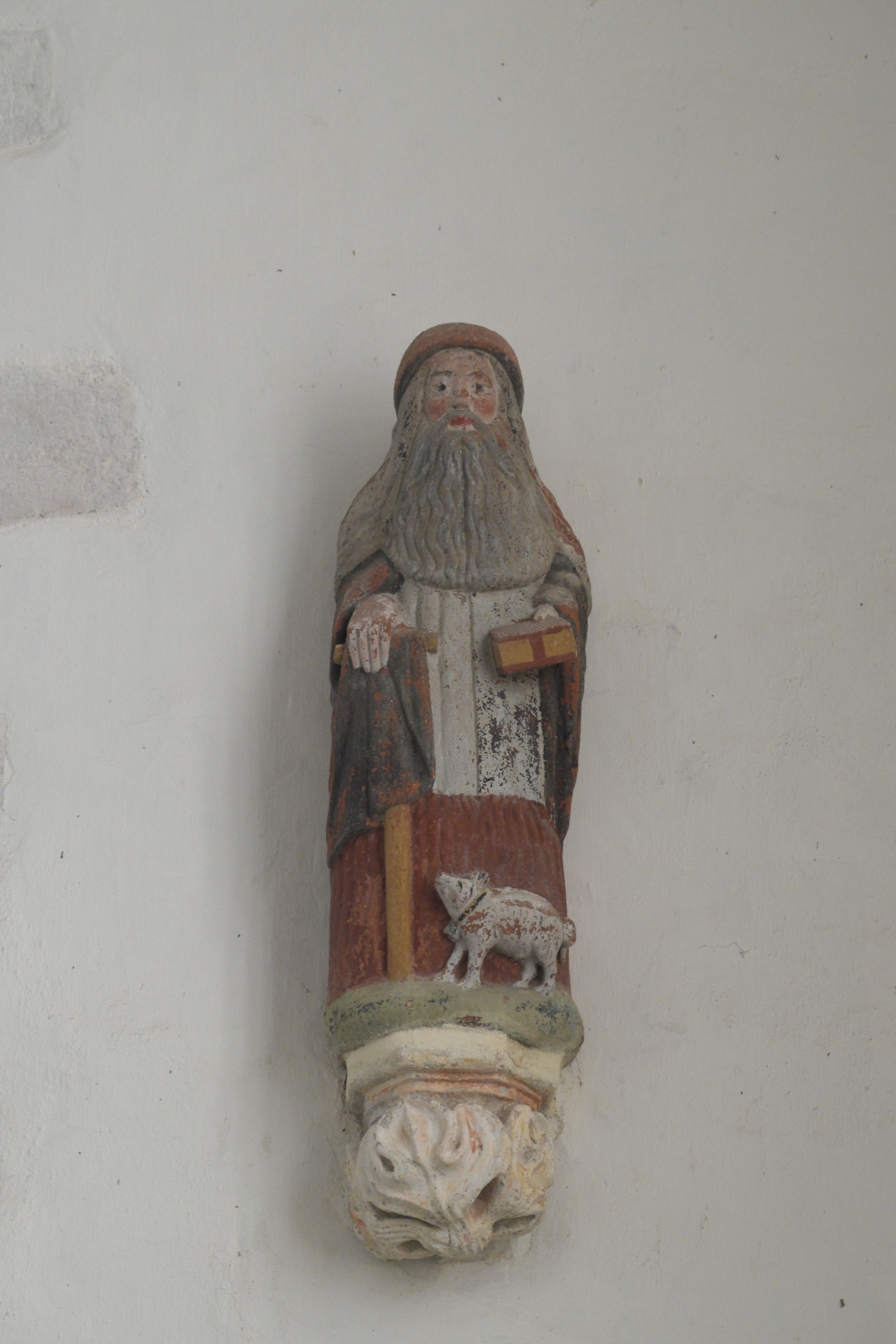
Heiliger Antonius
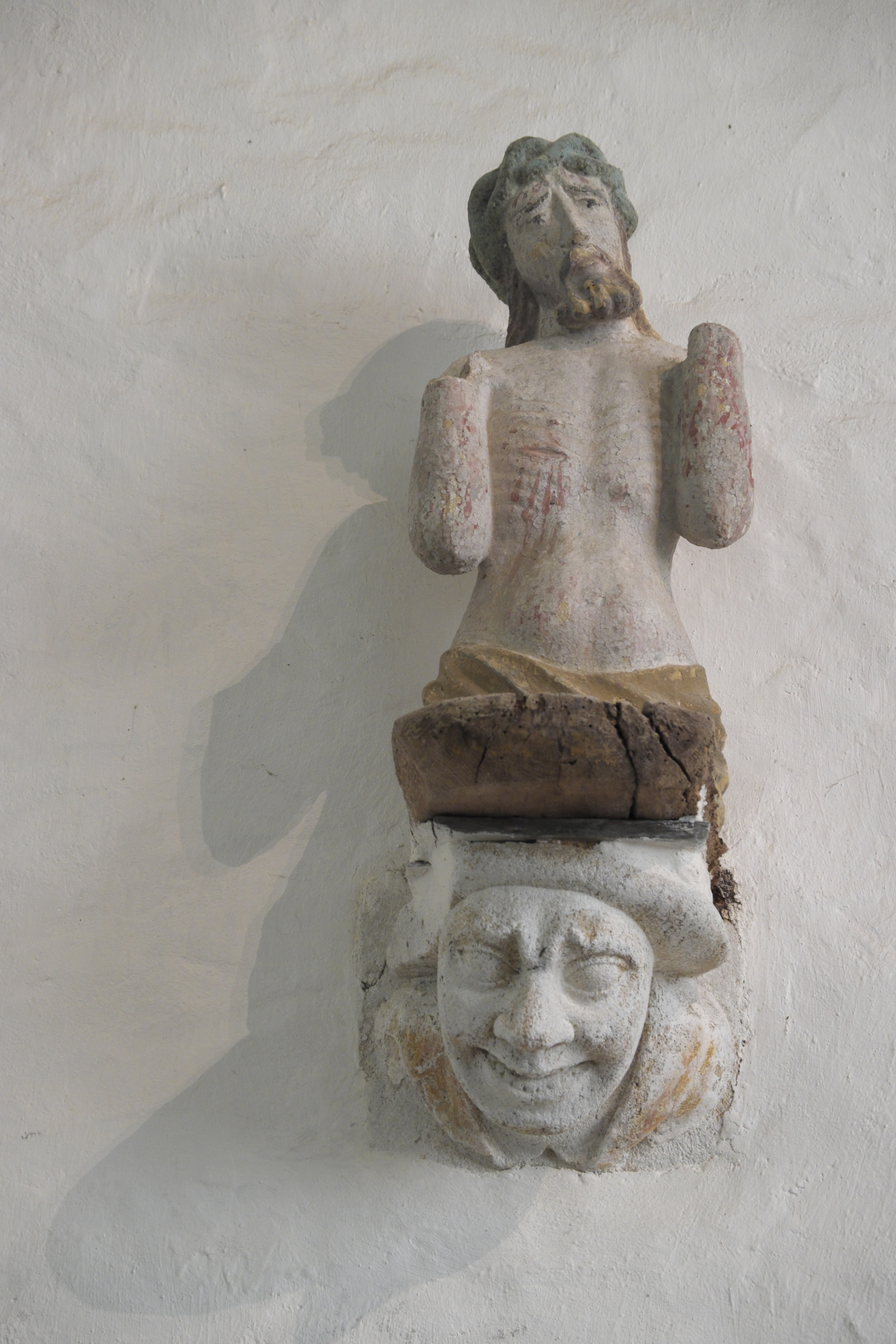
Schmerzensmann
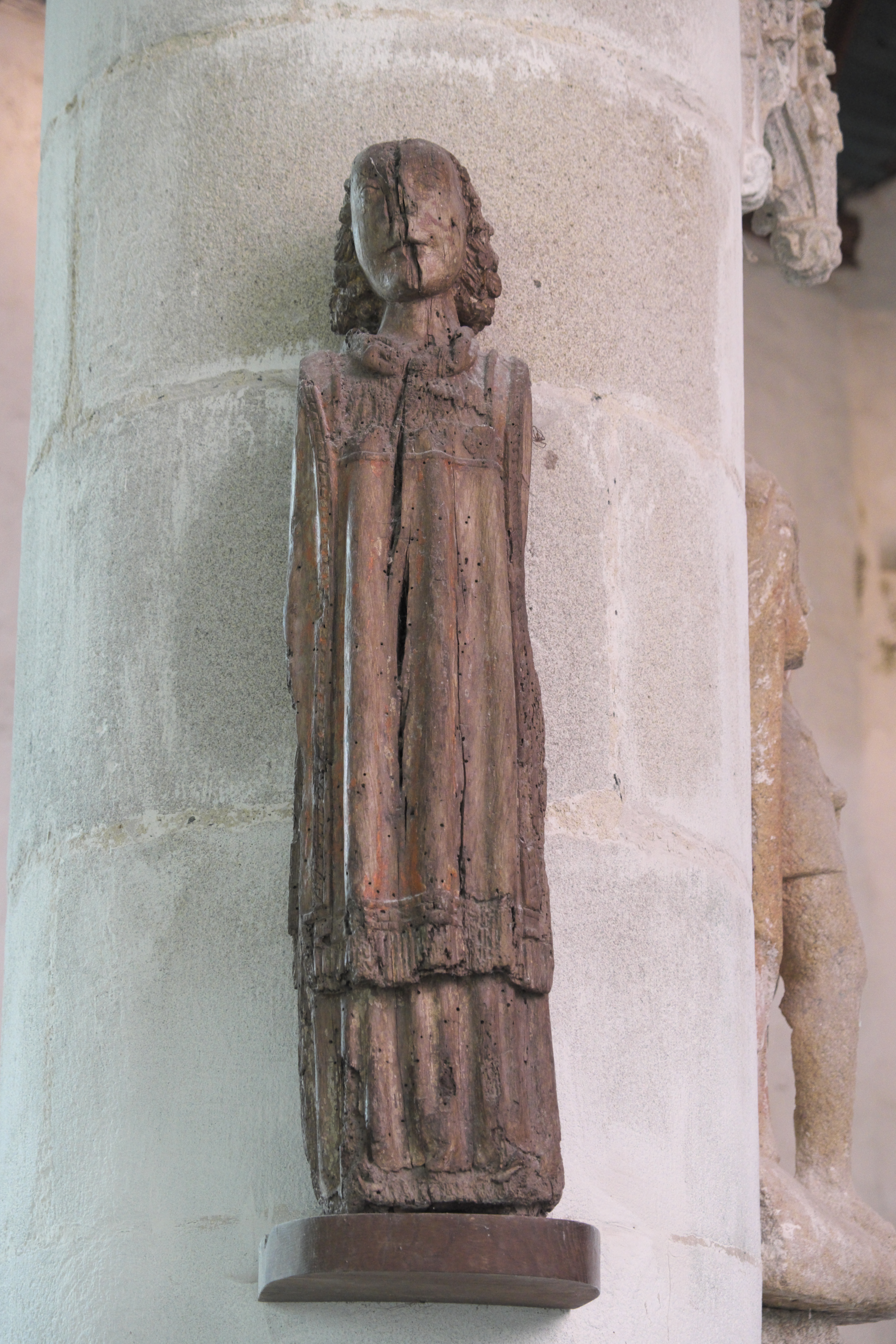
Diakon, heiliger Laurentius (?)